# Boletus persoonii
Boletus persoonii är en svampart som beskrevs av Bon 1988. Boletus persoonii ingår i släktet rörsoppar och familjen Boletaceae.   Inga underarter finns listade i Catalogue of Life.

## Källor

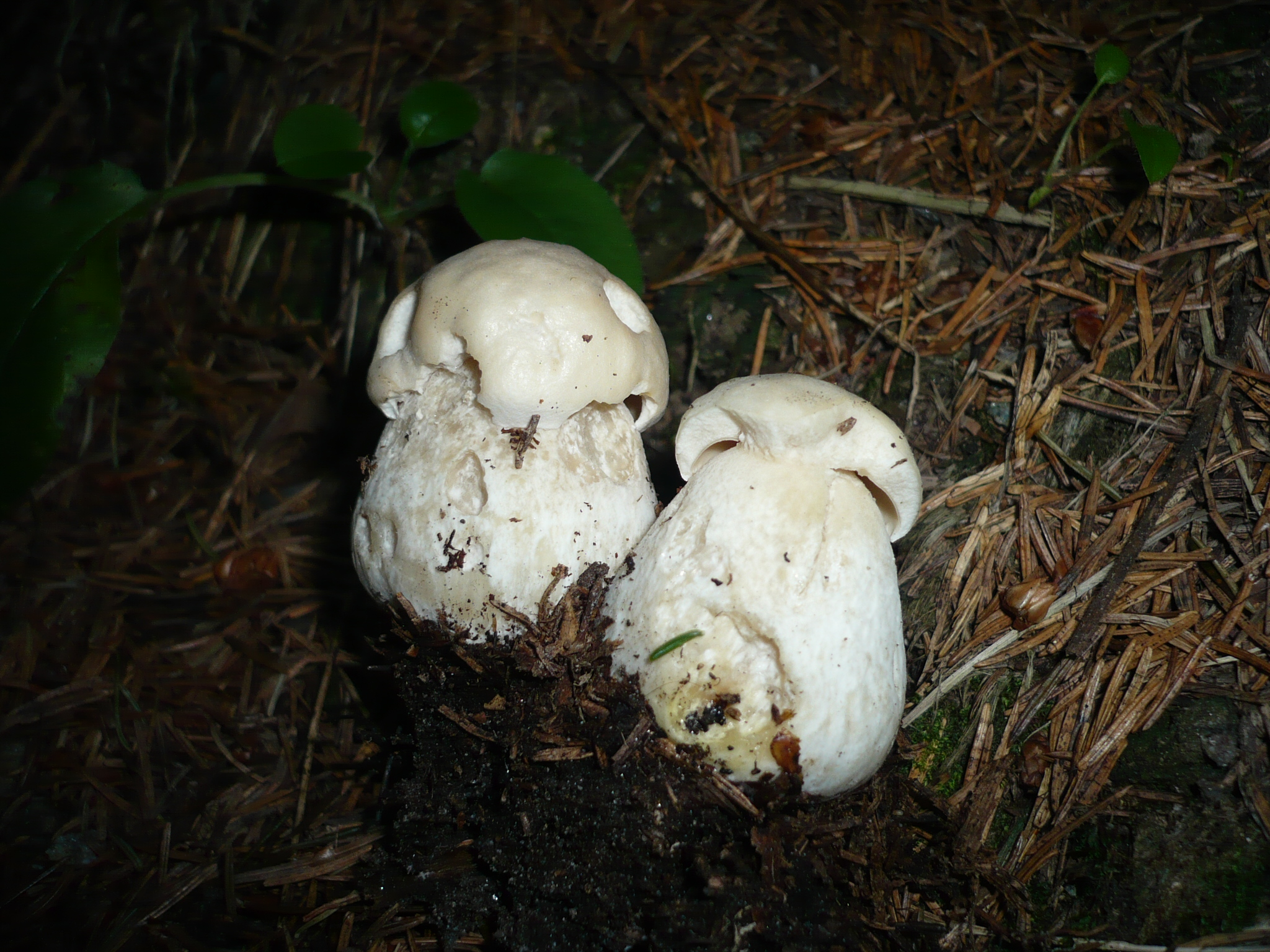